# Guatteria verrucosa
Guatteria verrucosa este o specie de plante angiosperme din genul Guatteria, familia Annonaceae, descrisă de Robert Elias Fries. Conform Catalogue of Life specia Guatteria verrucosa nu are subspecii cunoscute.